# Pierre Gandon
Pour les articles homonymes, voir Gandon.
Pierre Gandon né le 20 janvier 1899 à L'Haÿ-les-Roses (Val-de-Marne) et mort le 23 juillet 1990 à Briare (Loiret) est un peintre, illustrateur et graveur de timbres-poste français.
Il a gravé de nombreux timbres pour les administrations postales françaises — métropole, colonies avant et après leur indépendance — et étrangères.

## Formation
Gaston Gandon, le père de Pierre Gandon, était lui-même graveur à l'Institut de gravure de Paris et réalisa des timbres pour l'étranger et deux pour la France : le célèbre 50 fr burelé en 1936 et la cathédrale de Strasbourg en 1939. Gaston Gandon a également réalisé les armoiries de la ville de L'Haÿ-les-Roses.
Étudiant à l'école Estienne, Pierre Gandon est élève du maître graveur Antoine Dezarrois. Il entre ensuite aux Beaux-Arts de Paris dans l'atelier du peintre Fernand Cormon.
Il gagne le prix de Rome de gravure en 1921, puis le prix de la Ville de Paris en 1926. En 1937, il est récompensé par la médaille d'or du Salon des artistes français. Il peint une peinture murale de 500 m2 pour l'Exposition spécialisée de 1937 à Paris.
Il illustre de nombreux livres, notamment Vénus dans le cloître ou La religieuse en chemise, de l'abbé du Prat (Le Livre du Bibliophile, 1962), à caractère érotique, et Le Grand Meaulnes d'Alain-Fournier.

## Dessinateur et graveur de timbres
Répondant à une annonce paru dans un journal, il emporte la conception de sa première série de timbres en 1941 qui paraîtra dans la colonie française du Dahomey sous le nom de « Femme indigène ».
La même année, il dessine et grave son premier timbre français : « Reims » dans la série des armoiries des villes de France. Sa carrière est définitivement lancée pour plusieurs centaines de timbres.
Il réalise en 1941 l'une des vignettes collaborationnistes de la Légion des volontaires français contre le bolchevisme, puis grave les deux timbres sur la Légion tricolore en 1943. Il est suspendu pendant quelques mois à la Libération ; néanmoins, juste avant, le général de Gaulle choisit sa maquette pour servir de série d'usage courant, la Marianne de Gandon. Pendant cette suspension, est quand même émis le timbre « Sarah Bernhardt » que Gandon a dessiné et gravé, mais sous la signature de Charles Mazelin.
Certaines de ses œuvres ultérieures lui feront cependant remporter quatre grands prix de l'art philatélique français :
- « Haute couture parisienne », dessin de Gandon, gravure de Jules Piel, France, 1953 ;
- « La jeune fille de Bora Bora », dessin et gravure de Gandon, Établissements français de l'Océanie, 1955 ;
- « Les joueurs de cartes », tableau de Paul Cézanne, France, 1961. Ce timbre faisait partie de la première série de peintures que la Poste française émettait sur timbre-poste ;
- « La Dame à la licorne », tapisserie médiévale, France, 1964.

Parmi les timbres les plus connus dessinés et gravés par Gandon figurent deux séries d'allégories féminines d'usage courant des années 1940, 1970 et 1980 :
- la Marianne de Gandon émise au sortir de la Seconde Guerre mondiale qui le fit connaître du grand public, et acheva sa carrière après 1954 ;
- la Sabine de Gandon d'après David extrait du tableau Sabine arrêtant le combat entre les Romains et les Sabins de David ;
- la Liberté de Gandon d'après Delacroix extrait du tableau La Liberté guidant le peuple d'Eugène Delacroix. Il grave le poinçon de ce timbre en 1981.

Son dernier timbre est émis pour la Journée du timbre 1983 : « Homme dictant une lettre » d'après une œuvre de Rembrandt.

## Liste des administrations postales
Pierre Gandon a dessiné et/ou gravé des timbres pour les administrations postales suivantes :
- France (métropole)
- Colonies françaises :
  - Afrique-Équatoriale française
  - Territoire des Afars et des Issas
  - Algérie
  - Afrique-Occidentale française
  - Comores
  - Côte française des Somalis
  - Dahomey, dont le premier timbre de Gandon
  - Guyane française
  - Madagascar
  - Établissements français de l'Océanie
  - Togo
- Protectorats français :
  - Cameroun, un timbre de poste aérienne
  - Maroc
  - Condominium des Nouvelles-Hébrides
  - Tunisie
- Territoires occupés :
  - Sarre
- DOM-TOM :
  - Nouvelle-Calédonie
  - Polynésie française
  - La Réunion
  - Saint-Pierre-et-Miquelon
  - Terres australes et antarctiques françaises
  - Wallis-et-Futuna
- Andorre, émissions de la Poste française
- Cambodge, un timbre en 1967
- Cameroun
- Centrafrique, dès les deux premiers timbres de ce pays
- Congo
- Côte d'Ivoire
- Dahomey
- Gabon
- Burkina Faso
- Jérusalem, Marianne de Gandon et timbres fiscaux surchargés en 1948 par le Bureau consulaire français
- Laos
- Madagascar
- Mali
- Mauritanie
- Monaco
- Niger
- Sénégal
- Tchad
- Tunisie
- Viêt Nam du Sud

## Ouvrages illustrés
- André Maurois, Ni ange, ni bête, M-P Trémois, Paris, 1927.
- Alain-Fournier, Le Grand Meaulnes, Paris, Éditions de Cluny, 1936.
- Alphonse Daudet, Lettres de mon moulin, Paris, Librairie des Amateurs, Ferroud Éditeurs, 1937.

## Distinctions
- Chevalier dans l'ordre du Mérite postal. Nommé par arrêté du 15 janvier 1954[3].